# Port lotniczy Szachid Mwaffak
Port lotniczy Szachid Mwaffak – port lotniczy położony 80 km na wschód od Ammanu na pustyni w Jordanii. Używany jest przez armię jordańską. W przeszłości (lata 90. XX wieku) był bazą dla wojsk sprzymierzonych, w tym amerykańskich. Posiada dwie asfaltobetonowe drogi startowe.